# Piotr Dolemba
Piotr Józef Dolemba (ur. 31 marca 1902 w Płoskirowie, zm. wiosną 1940 w Katyniu) – kapitan piechoty Wojska Polskiego, działcz niepodległościowy, ofiara zbrodni katyńskiej.

## Życiorys
Urodził się 31 marca 1902 roku w Płoskirowie, w rodzinie Józefa. Uczestniczył w wojnie polsko-bolszewickiej. W 1920 roku w 1 pułku piechoty Legionów walczył m.in. o Białystok i pod Warszawą.
Ukończył Oficerską Szkołę dla Podoficerów w Bydgoszczy. 15 lipca 1925 roku Prezydent RP mianował go podporucznikiem ze starszeństwem z 15 lipca 1925 roku i 58. lokatą w korpusie oficerów piechoty, a minister spraw wojskowych wcielił do 45 pułku piechoty w Równem. 15 sierpnia 1928 roku został mianowany porucznikiem ze starszeństwem z 15 lipca 1927 roku i 56,5. lokatą w korpusie oficerów piechoty. 20 września 1930 roku otrzymał przeniesienie do Korpusu Ochrony Pogranicza. Był dowódcą 3 kompanii batalionu KOP „Podświle”. Od 9 listopada 1935 roku w 21 pułku piechoty w Warszawie. Na stopień kapitana został awansowany ze starszeństwem z 19 marca 1937 i 184. lokatą w korpusie oficerów piechoty. W marcu 1939 dowodził 6 kompanią strzelecką II batalionu 4 pułku piechoty Legionów w Kielcach.
W czasie kampanii wrześniowej 1939 roku wzięty do niewoli przez Sowietów i osadzony w obozie jenieckim w Kozielsku. Między 19 a 21 kwietnia 1940 roku przekazany do dyspozycji naczelnika smoleńskiego obwodu NKWD – lista wywózkowa LW 036/4 poz. 85 z 16 kwietnia 1940 roku, akta osobowe nr 3251. Został zamordowany między 20 a 22 kwietnia 1940 roku przez funkcjonariuszy NKWD w lesie katyńskim i pogrzebany w bezimiennej mogile zbiorowej, gdzie od 28 lipca 2000 roku mieści się oficjalnie Polski Cmentarz Wojenny w Katyniu. W miejscu tym prowadzone były ekshumacje i prace archeologiczne, jednak Piotr Józef Dolemba nie został zidentyfikowany.

## Ordery i odznaczenia
- Krzyż Niepodległości (6 czerwca 1931)[20]
- Krzyż Walecznych (trzykrotnie)[21]
- Srebrny Krzyż Zasługi (29 października 1938)[22]
- Odznaka pamiątkowa „Krzyż za zdobycie Wilna 1919” – Wielkanoc w Wilnie (1919)
- Medal 10 Rocznicy Wojny Niepodległościowej (Łotwa)[23]

## Upamiętnienie
5 października 2007 minister obrony narodowej Aleksander Szczygło mianował go pośmiertnie na stopień kapitana (sic!). Awans został ogłoszony 9 listopada 2007 w Warszawie, w trakcie uroczystości „Katyń Pamiętamy – Uczcijmy Pamięć Bohaterów”.
Na Pomniku Katyńskim na Cmentarzu Starym w Kielcach.
13 kwietnia 2016, w ramach akcji „Katyń... pamiętamy” / „Katyń... Ocalić od zapomnienia”, w ogrodzie Pałacu Prezydenckiego został zasadzony Dąb Pamięci poświęconego wszystkim Ofiarom Zbrodni Katyńskiej, certyfikat z numerem 1.